# Big Time (альбом Тома Вейтса)
Big Time — другий концертний альбом автора-виконавця Тома Вейтса, його перший концерт-спектакль, що вийшов 1988 року.

## Про альбом
Відео було знято 1987 року, диск вийшов менше, ніж рік потому. Big Time об'єднує два концерти з туру 1987 року, на підтримку альбому Franks Wild Years. Альтер-его Тома — персонаж Френк О'Брайен вперше з'явився ще на альбомі 1983 року Swordfishtrombones, а чотири роки потому йому був присвячений весь Franks Wild Years. Тур по Північній Америці та Європі тривав два місяці, концерти містили театральні елементи, оскільки альбом про бунтівні роки Френка задуманий як п'єса. Давши два останніх північно-американських концерти в Сан-Франциско та Лос-Анджелесі, гурт Вейтса збирався до Європи, коли його дружині Кетлін Бреннан прийшла ідея об'єднати записи цих двох виступів та випустити їх як концертний фільм. Під час пост-продакшну як фільму, так і альбому були додані звукові ефекти: тупіт чобіт, постріли, свист поїзда, шум транспорту, сміх і оплески, а потужний голос Тома був знижений на тон, для кращого сприйняття пісень. Отриманий результат спочатку планувалося назвати Crooked Time (Кривий Час), але в підсумку гурт зупинився на варіанті Big Time (Час Успіху).

## Список композицій
Автор музики і слів Том Вейтс, якщо не зазначено інше. 
| #   | Назва                               | Автор                 | Тривалість |
| --- | ----------------------------------- | --------------------- | ---------- |
| 1.  | «16 Shells From a Thirty-Ought-Six» |                       | 4:18       |
| 2.  | «Red Shoes»                         |                       | 4:19       |
| 3.  | «Underground*»                      |                       | 2:34       |
| 4.  | «Cold Cold Ground»                  |                       | 3:27       |
| 5.  | «Straight to the Top*»              | Вейтс, Грег Коен      | 2:48       |
| 6.  | «Yesterday Is Here*»                | Вейтс, Кетлін Бреннан | 2:40       |
| 7.  | «Way Down in the Hole»              |                       | 4:43       |
| 8.  | «Falling Down» (Studio)             |                       | 4:15       |
| 9.  | «Strange Weather»                   | Вейтс, Бреннан        | 3:35       |
| 10. | «Big Black Mariah»                  |                       | 2:59       |
| 11. | «Rain Dogs»                         |                       | 3:36       |
| 12. | «Train Song»                        |                       | 4:29       |
| 13. | «Johnsburg, Illinois*»              |                       | 1:29       |
| 14. | «Ruby's Arms*»                      |                       | 4:54       |
| 15. | «Telephone Call From Istanbul»      |                       | 4:17       |
| 16. | «Clap Hands*»                       |                       | 4:57       |
| 17. | «Gun Street Girl»                   |                       | 4:01       |
| 18. | «Time»                              |                       | 4:10       |

- Примітка: * відзначені пісні, що вийшли на диску та касеті, але не вийшли на платівці.

Нижче перераховані пісні, що увійшли у відео Big Time, але не включені ні в одне з аудіо-видань.
| #  | Назва                     | Тривалість |
| -- | ------------------------- | ---------- |
| 1. | «9th & Hennepin»          |            |
| 2. | «Frank's Wild Years»      |            |
| 3. | «Hang on St. Christopher» |            |
| 4. | «I'll Take New York»      |            |
| 5. | «Innocent When You Dream» |            |
| 6. | «More Than Rain»          |            |
| 7. | «Shore Leave»             |            |

## Учасники запису
- Том Вейтс — вокал, фортепіано, гітара (на «Cold Cold Ground» і «Strange Weather»), орган (на «Falling Down»), ударні (на «16 Shells from a 30.6»)
- Марк Рібо — гітара, банджо, труба
- Фред Таккетт — гітара (на «Falling Down»)
- Грег Коен — бас-гітара, альт
- Ларрі Тейлор — контрабас (на «Falling Down»)
- Ральф Карні — саксофон, кларнет, еуфоніум
- Віллі Шварц — акордеон, орган Хаммонда, ситар, конґа
- Майкл Блер — барабани, перкусія, бонго, барабанне гальмо
- Річі Хайворд — барабани (на «Falling Down»)